# Nokia N900
Nokia N900 — смартфон, «интернет-планшет» по классификации производителя от компании Nokia, работающий под управлением операционной системы Maemo 5. Он был показан 2 сентября 2009 на мероприятии Nokia World. Изначальная дата релиза была назначена на 27 сентября 2009 года, позже он дважды откладывался, вплоть до 11 ноября 2009 года, когда Nokia N900 поступил в продажу. В России официальный старт продаж был объявлен 24 ноября 2009 года на Nokia N900 Meetup в Москве.

## Описание
Nokia N900 является первым устройством, основанным на микропроцессоре TI OMAP третьего поколения с ядром ARM Cortex-A8. В аппарате присутствует 5-мегапиксельная камера, медиаплеер и интернет-клиент с возможностью работы с электронной почтой и web-браузером.
Nokia N900 был объявлен параллельно с Maemo 5, обеспечивающей, по заявлениям производителя, аппарат дружественным интерфейсом, настраиваемым рабочим столом с возможностью размещения на нём ярлыков программ, закладок web-браузера и виджетов. Maemo 5 поддерживает Adobe Flash 9.4 и включает в себя набор приложений, разработанных специально для данной платформы.

## Технические характеристики[3]

### Процессор и 3D-ускоритель
В Nokia N900 установлен процессор OMAP 3430 ARM Cortex A8, состоящий из трех микропроцессоров:
- Cortex A8 работает на частоте 600 МГц, используется для работы ОС и программ. Следует заметить, что 600 МГц — стандартная (заводская) частота. На данный момент (2011) существует возможность разгона процессора до 1150 МГц.
- Графический процессор PowerVR SGX 530 изготавливается Imagination Technologies, поддерживает OpenGL ES 2.0
- Цифровой сигнальный процессор TMS320C64x, работающий на частоте 430 МГц, используется для обработки изображений с камеры, аудио- и видеосигнала.

### Экран и ввод данных
Nokia N900 имеет 3,5-дюймовый трансфлективный резистивный сенсорный экран с разрешением 800×480 пикселей, отображающий до 16 миллионов цветов. Устройство снабжено тактильной (вибрация) и звуковой отдачей при вводе (опция отключается в настройках). Комплектный стилус обеспечивает более точный ввод данных и доступ к мелким элементам интерфейса. Ориентация экрана между портретным и ландшафтным режимами изменяется с помощью акселерометра. В оригинальной Maemo в портретном режиме работает только функция телефона, но в неофициальной прошивке Community SSU под портретный режим адаптировано более половины стандартных приложений. Разработчики имеют возможность добавлять портретный режим в свои приложения.
Устройство оборудовано 5-мегапиксельной камерой на задней стороне, снабженной автофокусом, объективом Carl Zeiss типа Tessar 2.8/5,2, двойной LED-вспышкой, возможностью изменения соотношения сторон кадра (4:3 или 16:9) и трёхкратным цифровым увеличением. Камера способна записывать видео в разрешении 848×480 с частотой 25 кадров в секунду. При необходимости камера закрывается слайд-крышкой. Открытие крышки автоматически активирует приложение камеры. Передняя 0.3-мегапиксельная камера способна записывать видео в разрешении до 640x480 пикселей и может быть использована для видеозвонков, IP-телефонии или в приложении Google Talk.

### GPS
В N900 устанавливается чип TI GPS5030 на базе Navilink 5.0. Также в аппарате реализована технология A-GPS.
В аппарат предустановлено приложение Ovi Maps. Ovi Maps обеспечивает типичные функции позиционирования (3D-вид, вид со спутника, комбинированные карты), поиск адреса и др. В настоящее время приложение не работает.

### Кнопки
Перечень верхних кнопок устройства (при удержании его в альбомном положении) слева направо:
- кнопки +/- (управление громкостью и увеличением изображения на экране)
- кнопка включения питания
- кнопка фокусировки/затвора камеры

Кнопка питания также позволяет сменить профиль, активировать/дезактивировать GSM-радио (при помощи стороннего приложения)[уточнить], активировать автономный режим («Режим полёта», при котором, кроме GSM и UMTS, отключается также работа Wi-Fi и Bluetooth), блокировать/разблокировать устройство с использованием, либо без использования, пароля, заблокировать экран или клавиатуру, принудительно завершить текущую задачу.
Ползунок блокировки/разблокировки экрана находится на правом торце устройства.
Операционная система Maemo 5 создавалась с расчетом на то, что на N900 не будет дополнительных кнопок рядом с экраном (в отличие от iPhone/iPad всех поколений, на которых есть кнопка возврата в меню/свернуть, и устройств под управлением ОС Android, где нужны ещё и кнопки вызова контекстного меню и отмена/назад), поэтому все операции совершаются при помощи сенсорного экрана без использования клавиатуры (правда, принудительное закрытие приложения, отключение устройства и включение автономного режима доступны только через аппаратную кнопку включения).

### Аудио и вывод данных
N900 имеет стереодинамики, расположенные с двух сторон устройства. Присутствует 3.5-мм TRRS-разъем, который одновременно обеспечивает стереовывод звука и либо ввод звука с микрофона, либо видеовывод. Для передачи видео используется специализированный кабель; поддерживаются системы PAL и NTSC всех версий.
Также устройство поддерживает USB 2.0 (подключается через разъём Micro-USB), использующийся для синхронизации данных, режима «mass storage» (использование телефона в качестве USB-накопителя), а также для заряда батареи.
Встроенный модуль Bluetooth v.2.1 поддерживает беспроводные гарнитуры и наушники с использованием профиля HSP. Nokia N900 поддерживает передачу стереоданных посредством профиля A2DP. Поддерживается возможность передачи файлов (FTP) посредством профиля OPP. Присутствует возможность дистанционного управления устройством при помощи профиля AVRCP. Профиль DUN обеспечивает доступ в Интернет с ноутбука посредством телефона. HID-профиль обеспечивает поддержку таких устройств, как Bluetooth-клавиатура.
Присутствует возможность прослушивания музыки через любой радиоприемник FM со встроенного в N900 FM-трансмиттера. Устройство также способно принимать FM-сигнал, однако в ОС отсутствует встроенное приложение работы с FM-радио.
Nokia N900 поддерживает подключение к Wi-Fi b/g-сетям с протоколами безопасности WEP, WPA и WPA2 (AES/TKIP).
Nokia N900 может быть синхронизирована с Microsoft Outlook посредством ActiveSync, а также с широким спектром других почтовых клиентов и органайзеров посредством SyncML через Bluetooth либо через USB.

### Батарея и SIM-карта
В аппарате используется аккумуляторная батарея Nokia BL-5J ёмкостью 1320 мАч.
На данный момент[когда?] разработчики всё ещё работают над эффективностью потребления заряда батареи. В пресс-релизе, выпущенном Nokia, фигурируют фразы «один день полноценного использования» (англ. one day of full usage), «всегда на связи: до 2-4 дней (TCP-/IP-подключение)» (англ. Always online : Up to 2-4 days (TCP/IP connected)), «активное использование в сети: немногим более 1 дня» (англ. Active online usage : Up to 1+ day).
Nokia заявляет об использовании в режиме разговора в сети GSM около 9 часов, в сетях 3G — порядка 5 часов.
Типичное время расхода заряда батареи для Nokia N810 составляет порядка 4 часов продолжительного полноценного использования с включенным Wi-Fi (эта цифра значительно выше при прерывистом использовании устройства, даже при условии включенного Wi-Fi). 
Для доступа к слоту под SDHC-карту необходимо снять заднюю панель, при этом происходит отмонтирование разделов установленной флэш-карты. Разъём SIM-карты расположен там же, но под батареей, доступ к которой возможен только после её снятия (необходимо выключить устройство).

### Память
Nokia N900 содержит 32 Гб внутренней памяти и 256 Мб NAND памяти. Расширение памяти возможно путём установки в слот памяти SD карты до 128 Гб. Данная карта может быть отформатирована как в форматах ext2, ext3, так и в форматах FAT16 или FAT32.
Внутренняя память устройства разбита на 3 логических раздела:
- 2 Гб в формате ext3 отведены под раздел /home
- 768 Мб отведены под swap-файл
- раздел c системой VFAT смонтирован в /home/user/MyDocs и содержит около 25—27 Гб свободного пространства

256 Мб NAND-памяти форматированы в формате UBIFS и содержат bootloader, kernel и корневую папку «/» со свободным пространством порядка 100 Мб.
Программы размером более 500 Кб, включая зависимости, должны быть записаны в /home/opt и таким образом расположены в разделе ext3, ёмкостью 2Гб. VFAT раздел доступен для хранения информации, однако обращение с ним должно быть осторожным, так как при подключении USB данный раздел «демонтируется».

### Поддержка языков
Телефон поддерживает следующие языки: английский, голландский, датский, испанский, итальянский, немецкий, норвежский, польский, португальский, русский, финский, французский, чешский, шведский. При этом все языки доступны, независимо от того, где приобретается телефон. При покупке устройства в другой части света нет необходимости его перепрошивать, достаточно лишь физически заменить клавиатуру.
Через Диспетчер приложений уже доступны сторонние локализации на следующие языки: арабский, болгарский, бразильский португальский, венгерский, греческий, каталонский, корейский, кхмерский, словацкий, традиционный китайский, тайваньский, турецкий, украинский. Также можно установить поддержку ввода на корейском, китайском и японском языках.

### Радиочастоты
- GSM/GPRS/EDGE 850/900/1800/1900 МГц
- WCDMA 900/1700/2100

### Размеры и вес
- 110,9х59,8х18/19,55 мм
- 182 г

## Программное обеспечение

### Веб-сёрфинг
- Браузер на базе Mozilla (MicroB)
- Поддержка Adobe Flash Player 9.4 и AJAX (Javascript 1.8, XML)

### Видео
- Широкоформатное видео (16:9, WVGA)
- Формат записи видео: mp4; codec (до 848 × 480 пикселей (WVGA) и до 25fps)
- Воспроизведение: .mp4, .avi, .wmv, .3gp; codecs: H.264, MPEG-4, Xvid, WMV, H.263

### Аудио
- Maemo-медиаплеер (.wav, .mp3, .AAC, .eAAC, .wma, .m4a)
- Звонки в форматах: .wav, .mp3, .AAC, .eAAC, .wma, .m4a
- FR, EFR, WCDMA и GSM AMR
- Стереодинамики
- DLNA

### Операционная система

#### Описание
Maemo 5 (платформа на базе Debian GNU/Linux) с возможностью обновления операционной системы с выходом новых версий от производителя. Возможны следующие варианты этого процесса:
- Через диспетчер приложений. Обновление ставится так же, как и другие пакеты;
- С помощью Nokia Software Updater (NSU);
- С помощью Maemo Flasher (в этом случае возможно и установить прошивку, и восстановить заводское состояние памяти).

#### История прошивок
- 1.2009.44-1 (Maemo 5 PR 1.0.1) — 11 января 2010 года
- 2.2009.51-1 (Maemo 5 PR 1.1) — 14 января 2010 года
- 3.2010.02-8 (Maemo 5 PR 1.1.1) — 16 февраля 2010 года
- 10.2010.19-1 (Maemo 5 PR 1.2) — 25 мая 2010 года (официально в России с 26 мая)
- 20.2010.36-2 (Maemo 5 PR 1.3) — 25-26 октября 2010 года
- 21.2011.38-1 (Maemo 5 PR 1.3.1) — 21 октября 2011 года

#### Прочее
Возможно оснащение N900 операционной системой MeeGo. Также доступны альтернативная экспериментальная операционная система, созданная в проекте NITDroid, kubuntu, postmarketOS ubuntu и Easy Debian.

### Комплект поставки
- Nokia N900
- Стилус
- Аккумуляторная батарея Nokia BL-5J
- Зарядное устройство Nokia AC-10
- Стереогарнитура Nokia WH-205
- Видеокабель CA-75U
- USB-кабель Nokia CA-146C для подключения к компьютеру и зарядки
- Салфетка для очистки экрана (не всегда)
- Инструкция